# Isa Saharkhiz
Isa Saharkhiz (Perzisch: عیسی سحرخیز) (Abadan, 30 januari 1954) is een Iraans journalist en voormalig hoofd van het Iraanse Ministerie van Cultuur en Educatie tijdens de regering van Mohammad Khatami. Hij is lid van de Iraanse vereniging voor de verdediging van persvrijheid.

## Levensloop
In juli 2009 werd hij gearresteerd tijdens de rellen die na de verkiezingen van dat jaar waren ontstaan. Hem werd een gevangenisstraf van drie jaar opgelegd, omdat hij de politieke leiders van het land zou hebben beledigd en propaganda tegen het regime had verspreid. Deze aanklacht werd tegen Saharkhiz uitgevaardigd nadat hij een klacht had ingediend tegen ayatollah Khamenei, president Mahmoud Ahmadinejad en hoofdaanklager Gholam-Hossein Mohseni-Eje'i en daarin stelde dat de officiële uitslag van de verkiezingen "een grote leugen" was.
In oktober hield hij enige tijd een hongerstaking. Tijdens zijn gevangenschap verslechterde zijn gezondheid aanzienlijk en leed hij aan wisselende bloeddruk, hernia en een gezwel waarvan niet duidelijk is of het kwaadaardig is. Na het uitdienen van zijn straf in juni 2012 werd hij niet vrijgelaten uit het gevangenishospitaal. 